# Oshima subprefektur
Oshima (japanska: 渡島総合振興局?, Oshima-sōgō-shinkō-kyoku) är ett förvaltningsområde (subprefektur) i Hokkaido prefektur i Japan. Det omfattar städerna Hakodate och Hokuto samt nio landskommuner. Landskommunerna är grupperade i sex distrikt, men dessa har ingen administrativ funktion utan fungerar i huvudsak som postadressområden.
I Hokuto ligger Shin-Hakodate-Hokuto, slutstationen för Hokkaido Shinkansen-linjen från Shin-Aomori som ger förbindelse med höghastighetståg från Tokyo. Stationen ligger även på Hakodate-linjen som ger förbindelse till Hakodate och Sapporo.

## Administrativ indelning
| Namn      | Namn     | Areal (km²) | Folkmängd (2022) | Distrikt       | Typ                  |
| Romaji    | Kanji    | Areal (km²) | Folkmängd (2022) | Distrikt       | Typ                  |
| --------- | -------- | ----------- | ---------------- | -------------- | -------------------- |
| Fukushima | 福島町   | 187,25      | 3 518            | Matsumae       | Landskommun (köping) |
| Hakodate  | 函館市   | 677,87      | 243 655          | inget distrikt | Stad                 |
| Hokuto    | 北斗市   | 397,44      | 43 085           | inget distrikt | Stad                 |
| Kikonai   | 木古内町 | 221,86      | 3 625            | Kamiiso        | Landskommun (köping) |
| Matsumae  | 松前町   | 293,25      | 5 725            | Matsumae       | Landskommun (köping) |
| Mori      | 森町     | 368,79      | 13 662           | Kayabe         | Landskommun (köping) |
| Nanae     | 七飯町   | 216,75      | 27 630           | Kameda         | Landskommun (köping) |
| Oshamambe | 長万部町 | 310,76      | 4 901            | Yamakoshi      | Landskommun (köping) |
| Shikabe   | 鹿部町   | 110,63      | 3 628            | Kayabe         | Landskommun (köping) |
| Shiriuchi | 知内町   | 196,76      | 3 964            | Kamiiso        | Landskommun (köping) |
| Yakumo    | 八雲町   | 956,08      | 15 243           | Futami         | Landskommun (köping) |